# Danielův svět
Danielův svět je český celovečerní dokumentární film režisérky Veroniky Liškové. Vypráví příběh kultivovaného, umělecky založeného homosexuálně pedofilního mladíka Daniela, který je zamilovaný do mladého chlapce.
První sestřih ještě nedokončeného filmu byl uveden 22. srpna 2014 v rámci projektu Živé kino. Premiéru měl 25. října 2014 jako soutěžní snímek Mezinárodního festivalu dokumentárních filmů Jihlava, na němž získal Cenu diváků. Na 9. listopad bylo naplánováno uvedení i na festivalu Mezipatra. Distribuční premiéra pak byla ohlášena na 19. února 2015. Film byl vybrán do sekce Panorama 65. ročníku festivalu Berlinale. Film byl nominován v kategorii nejlepší dokument na Cenách české filmové kritiky, ale nominaci neproměnil.